# Forum des organisations nationales de droits humains
Le Forum des Organisations Nationales de Droits Humains (FONADH) est une organisation non gouvernementale à structure faîtière qui œuvre depuis le 11 novembre 2000 en faveur des droits humains en Mauritanie.
Composé de 17 associations humanitaires nationales, le FONADH a pour mission de promulguer les droits de l’Homme en Mauritanie et de lutter en faveur de ces derniers.

## Objectifs
Le FONADH œuvre en faveur de la promotion et de la protection des droits humains en Mauritanie et à l’instauration d’un État de droit, au sein duquel tous les citoyens des diverses composantes nationales sont égaux et jouissent des mêmes droits, le FONADH se fixe les objectifs suivants :
- la sensibilisation de la société civile, politique et des pouvoirs publics sur la nécessité de la tolérance ;
- la diffusion et l’enracinement de la culture des droits humains ;
- la promotion et la protection des droits humains ;
- la lutte pour la défense et le respect des droits humains ;
- la recherche, la formation des militants des différentes organisations parties au FONADH pour une bonne connaissance des concepts propres à la culture des droits humains ;
- le renforcement de chacune des organisations membres du Forum par le biais de la solidarité et les échanges au niveau des méthodes d’action et de bon fonctionnement.

## Partenaires
- Intermòn Oxfam Espagne
- Programme d’Appui à la Société Civile et à la Bonne Gouvernance PASOC
- OSIWA

## Organisations signataires
Le FONADH est actuellement composé de 17 organisations non gouvernementales, mais il faut noter que seule une douzaine ont une existence réelle. Certaines associations opèrent sans reconnaissance juridique tandis que cinq sont reconnues depuis 2006.
| Association                                                          | Statut       |
| -------------------------------------------------------------------- | ------------ |
| Collectif aide et partage                                            | Non reconnue |
| GERDDES                                                              | Reconnue     |
| CRAPOCIT                                                             | Non reconnue |
| Collectif des fonctionnaires et agents victimes des événements de 89 | Non reconnue |
| AFCF                                                                 | Reconnue     |
| CSVVDH                                                               | Reconnue     |
| COREMI                                                               | Non reconnue |
| Collectif des Veuves                                                 | Non reconnue |
| Enfants sans partage                                                 | Non reconnue |
| Sos Esclave                                                          | Reconnue     |
| Collectif des anciens policiers victimes des événements de 89        | Non reconnue |
| Nous les Enfants                                                     | Non reconnue |
| AMDH                                                                 | Reconnue     |
| Collectif des familles séparées par la déportation                   | Non reconnu  |

Les organes membres du Forum sont autonomes et jouissent pleinement de leur liberté d’agir pour leur propre compte conformément à leurs objectifs et à leurs statuts sur toutes les questions relatives aux droits humains. Pourtant elles sont astreintes à un ensemble de règles susceptibles de garantir la bonne marche et la longévité du Forum.

### Adhésion
Les organisations des droits humains régulièrement constituées peuvent adhérer au FONADH.
La demande d’adhésion est adressée au Secrétariat Exécutif et doit être accompagnée de :
- une copie des statuts de l’ONG postulante
- un procès-verbal de l’assemblée générale constitutive

Elles doivent aussi remplir les conditions suivantes :
- la formulation d’une demande d’adhésion
- la souscription de 3 000 UM constituant le droit d’adhésion et celle de 1 000 UM, représentant la cotisation mensuelle
- l’engagement de respecter tous les textes et décisions du Forum

Toute organisation membre du Forum peut s’en retirer, mais au préalable, elle doit adresser au Secrétariat Exécutif une lettre de démission avec mention d’un préavis d’un mois.

## Organes et mode de fonctionnement
Le FONADH est constitué de deux organes permanents :
- l’assemblée générale
- le Secrétariat Exécutif

En cas de besoin, ils peuvent être renforcés par des commissions ad hoc.

### L’assemblée générale
L’assemblée générale est l’organe d’orientation du Forum. Elle définit et adopte ses programmes.
Chaque organisation est représentée par quatre membres qu’elle aura librement désignés. L’assemblée peut s’enrichir de personnalités indépendantes reconnues sur le plan national pour leur engagement au service de la défense des droits humains. Ces personnalités auront un statut de membre d’honneur et d’observateur.
Les décisions sont prises par vote à la majorité simple. Cependant, les minorités disposent d’un droit de réserve qu’elles peuvent maintenir ou lever à tout moment.
L’assemblée se réunit tous les trois mois et est renouvelable tous les ans. À chaque nouvelle session, elle se choisit un président de séance, un vice-président et un secrétaire de séance.
L’assemblée générale peut être convoquée en session extraordinaire à la demande du Secrétariat Exécutif ou à la majorité simple des organisations qui la composent.
Elle élit le Secrétariat Exécutif.

### Le Secrétariat Exécutif
Le Secrétariat Exécutif est l’organe d’exécution et de suivi des orientations et des tâches définies par l’assemblée générale. 
Le Secrétariat est élu par l’assemblée générale. Il est renouvelable tous les ans, ses membres peuvent être reconduits. Aucun des membres ne peut occuper une fonction de responsabilité dans le bureau de l’assemblée générale et ne peut appartenir à une structure dirigeante d’un parti politique.
Le Secrétariat se compose de cinq membres chargés des questions suivantes :
- le Secrétaire Exécutif
- l’Adjoint au Secrétaire Exécutif chargé de l’organisation
- l’Adjoint au Secrétaire Exécutif chargé de finances
- l’Adjoint au Secrétaire Exécutif chargé des relations extérieures et de la communication
- l’Adjoint au Secrétaire Exécutif chargé du suivi des questions des violations des droits humains
- un Commissaire aux Comptes qualifié et extérieur au Forum sera désigné par l’assemblée générale. Il a pour mission de vérifier et de valider les comptes du FONADH.

Parmi les cinq membres du Secrétariat Exécutif, il doit y avoir au moins deux femmes.
Le Secrétariat Exécutif se réunit une fois par mois sous la présidence du Secrétaire Exécutif, il élabore un programme annuel d’activités qu’il soumet à l’assemblée générale dans la dernière quinzaine du mois de novembre.
Il doit présenter tous les trimestres un rapport relatant la situation des droits humains en Mauritanie, ce rapport doit également comporter le compte rendu de ses activités.

### Les Commissions ad hoc
Ce sont des commissions techniques ne dépassant pas sept membres.
Elles sont chargées de l’étude et de l’exécution des tâches qui leur seront spécifiées par le secrétariat Exécutif.

## La Rencontre citoyenne
Depuis 2008 le FONADH partage ses locaux avec deux autres organisations humanitaires :
- Réseau d’organisations de la société civile pour la promotion de la citoyenneté RPC
- La Coalition Mauritanienne « Publiez ce que vous payés » PCQVP

Le choix de partager les locaux et une partie du matériel a permis de faire des économies sur les frais de fonctionnement. Aujourd’hui les trois réseaux travaillent en étroite collaboration.
En 2009 à l’initiative et avec l’aide financière de l’organisation espagnole Intermon OXFAM les trois réseaux se sont regroupés sous le couvert de la Rencontre citoyenne. 
Ce regroupement en structure faîtière a pour but de renforcer les capacités des réseaux constitutifs grâce au moyen de la mutualisation d’un certain nombre de ressources des trois réseaux.

### Organisation
Les trois réseaux, le RPC, le FONADH et le PCQVP constituent un directoire qui comprend trois personnes. L’assemblée générale de chaque réseau désigne une personne qui doit être approuvé par le bureau exécutif compétent.
Le directoire est l’instance suprême de la Rencontre Citoyenne. Il est entre autres chargé des ressources humaines, de l’administration, de la recherche de financement. Au sein du directoire est désigné de façon tournante le président avec un mandat de 2 ans, non renouvelable.
Le président du directoire est le premier responsable du fonctionnement de la Rencontre citoyenne, il préside les réunions du directoire. Ainsi il décide des moyens financiers, matériels et humains à mettre en œuvre dans le cadre des orientations et des décisions du directoire. Il anime l’équipe technique de la Rencontre citoyenne et tient donc la responsabilité de ses résultats. Chaque réseau recrute son équipe technique qui est chargée de la mise en œuvre des projets et des montages de projets.
Le responsable administratif et financier représente l’instance intermédiaire entre le président du directoire et le personnel dont l’équipe technique. Le personnel dépend alors du président par un lien hiérarchique et du responsable administratif et financier par un lien fonctionnel.

## Siège Social
Le siège social du FONADH est fixé à Nouakchott. Il peut toutefois être transféré en tout autre endroit du pays par décision unanime des organisations membres.